# Кохання феї та диявола
Кохання феї та диявола (кит. трад. 蒼蘭訣, спр. 苍兰诀, піньїнь: Cāng Lán Jué, акад. Цан Лань Цзюе) — фентезійний китайський телесеріал, що розповідає історія про тендітну, милу і слабку фею Орхідею та зарозумілого і могутнього диявола Дунфана Цінцана. Серіал оснований на вебромані під такою ж назвою автора Цзюлу Фейсяна. Він виходив на платформі iQIYI щосуботи, щонеділі і щопонеділка з 7 серпня по 22 вересня 2022. У головних ролях Естер Юй та Ділан Ван.

## Сюжет
30 000 років тому страшний Лорд Диявол, Дунфан Цінцан, влаштовував повний хаос у світі богів, перемагаючи цілі клани та знищуючи всіх свої ворогів своєю демонічною армією. Однак Дунфана Цінцана спіткала невдача, коли він зустрівся з Чиді Нюйцзи, яка, пожертвувавши своєю споконвічною душею, перетворила на камінь його 100000 армію, а його душу ув'язнили у Вежі Хаотянь.
Через 30 000 років внаслідок нещасного випадку Орхідея потрапляє у Вежу Хаотянь, звільняє з ув'язнення Дунфана Цінцана та мимоволі накладає магічне заклинання, що пов'язує її з ним. Після звільнення Дунфан Цінцан зустрічається вірним до нього підлеглим, Шан Цюе, та разом вирушають на поле бити, щоб оживити свою 100 000 армію, проте їм не вдається. Тому вони ставлять за мету знайти пані Чиді, що причетна до цього. У той же час у місті Хайши таємничий володар намагається повернути безсмертя Чиді Нюйцзи та повернути її в світ богів. Проте за збігом обставин Орхідея потрапляє в місто, забирає з собою назад листок із Книги Долі, та ледве втікає звідти за допомогою Дунфана Цінцана. Тоді він розуміє, що його вразливістю стала феї, бо будь-яка шкода завдана її також і наноситься йому. Тому Дунфан Цінцан тепер має не лише знайти Чиді Нюйцзи, а й ще якось позбутися магічного заклинання накладеного Орхідеєю. А з іншого боку таємничий володар місті Хайши  намагається завадити планам щодо пошуку Чиді Нюйцзи.

## Акторський склад

### Головні ролі
- Естер Юй як Сяо Орхідея[a] / Сі Юнь
  - Лі Сіюань як Орхідея у дитинстві

Вона є феєю квітки Орхідеї, яка живе в Залі Арбітру палацу Шуйюньтянь та опікується Книгою Долі. Її обов'язками є організовувати та піклуватися цим книгами. Коли Орхідея була ще маленькою рослиною, то її майстриня випадково пошкодила її корені безсмертності, проливши вино. Цей інцидент призвів до того, що вона не може займатися культивацією своєї енергії. Її світ різко змінився, коли вона зустрілася з Дунфаном Цінцаном.
- Ділан Ван як Дунфан Цінцан
  - Жень Їфань як Дунфан Цінцан у дитинстві
  - Фан Сяомо як Дунфан Цінцан у підліткові роки

Він є безстрашним і могутнім лідером Місячного племені, чия споконвічна душа  була таємно опечатана у Вежі Хаотянь. Через нещасний випадок, що трапився в момент намагання врятувати Чанхен від смерті, Орхідея, непідозрюючи, звільняє Дунфана Цінцана з ув'язнення та магічно пов'язує його з собою.

### Другорядні ролі

#### Шуйюньтянь
- Сюй Хайцяо як Жун Хао
- Ґо Сяотін як Чиді Нюйцзи
- Чжан Лінхе як Чанхен

#### Море Цан'ян
- Чарльз Лінь як Шан Цюе
- Хун Сяо як Цзє Лі
- Чжан Ченьсяо як Сюнь Фен
- Чжао Бінь як Старший місячний лорд
- Чжан Бочжи як Король Південного Ю
- Лі Сіцзи як Король Північного Ю

#### Місто Хайши
- Чен Цзи як Дєї

#### Особлива поява
- Лі Їтун як Сі Мін
- Чень Жосюань як Чхан Юань

## Оригінальні звукові доріжки

#### Повний альбом
| Кохання феї та диявола (Original Television Soundtrack) | Кохання феї та диявола (Original Television Soundtrack) | Кохання феї та диявола (Original Television Soundtrack) | Кохання феї та диявола (Original Television Soundtrack) | Кохання феї та диявола (Original Television Soundtrack) | Кохання феї та диявола (Original Television Soundtrack) |
| #                                                       | Назва                                                   | Автор слів                                              | Автор музики                                            | Виконавець                                              | Тривалість                                              |
| ------------------------------------------------------- | ------------------------------------------------------- | ------------------------------------------------------- | ------------------------------------------------------- | ------------------------------------------------------- | ------------------------------------------------------- |
| 1.                                                      | «失忆»                                                  | Чень Тянь, Ван Їсюй                                     | Чень Шуай                                               | Юй Шусінь                                               | 03:31                                                   |
| 2.                                                      | «苍兰契»                                                | Чень Тянь                                               | Чень Тянь                                               | Лі Чанчао                                               | 03:31                                                   |
| 3.                                                      | «彼岸»                                                  | Шень Міньвей, Чень Тянь                                 | Чень Тянь                                               | Цзінь Лун, Цзінь Ді'ер                                  | 02:58                                                   |
| 4.                                                      | «念»                                                    | Ден Шуюе                                                | Ден Шуюе                                                | Шуан Шен                                                | 02:50                                                   |
| 5.                                                      | «我还记得那天»                                          | Лінь Цяо                                                | Ду Чживень                                              | Шень Їчен                                               | 03:41                                                   |
| 6.                                                      | «失忆 (Inst.)»                                          | Чень Тянь, Ван Їсюй                                     | Чень Шуай                                               | Юй Шусінь                                               | 03:31                                                   |
| 7.                                                      | «苍兰契 (Inst.)»                                        | Чень Тянь                                               | Чень Тянь                                               | Лі Чанчао                                               | 03:31                                                   |
| 8.                                                      | «彼岸 (Inst.)»                                          | Шень Міньвей, Чень Тянь                                 | Чень Тянь                                               | Цзінь Лун, Цзінь Ді'ер                                  | 02:58                                                   |
| 9.                                                      | «念 (Inst.)»                                            | Ден Шуюе                                                | Ден Шуюе                                                | Шуан Шен                                                | 02:50                                                   |
| 10.                                                     | «我还记得那天 (Inst.)»                                  | Лінь Цяо                                                | Ду Чживень                                              | Шень Їчен                                               | 03:41                                                   |

### Сингли
| 诀爱 | 诀爱              | 诀爱                 | 诀爱                 | 诀爱          | 诀爱       |
| #    | Назва             | Автор слів           | Автор музики         | Виконавець    | Тривалість |
| ---- | ----------------- | -------------------- | -------------------- | ------------- | ---------- |
| 1.   | «诀爱»            | Цзян Нань, Чень Тянь | Цзян Нань, Чень Тянь | Чжань Веньтін | 03:09      |
| 2.   | «诀爱 (Inst.)»    | Цзян Нань, Чень Тянь | Цзян Нань, Чень Тянь | Чжань Веньтін | 03:09      |
| 3.   | «诀爱 (和声伴奏)» | Цзян Нань, Чень Тянь | Цзян Нань, Чень Тянь | Чжань Веньтін | 03:09      |

| 寻一个你 | 寻一个你              | 寻一个你     | 寻一个你                  | 寻一个你   | 寻一个你   |
| #        | Назва                 | Автор слів   | Автор музики              | Виконавець | Тривалість |
| -------- | --------------------- | ------------ | ------------------------- | ---------- | ---------- |
| 1.       | «寻一个你»            | Чжань Їцзюнь | Ху Чень з лейблу 觉生自在 | Лю Юйнін   | 04:27      |
| 2.       | «寻一个你 (Inst.)»    | Чжань Їцзюнь | Ху Чень з лейблу 觉生自在 | Лю Юйнін   | 04:27      |
| 3.       | «寻一个你 (和声伴奏)» | Чжань Їцзюнь | Ху Чень з лейблу 觉生自在 | Лю Юйнін   | 04:27      |

| 余情 | 余情              | 余情       | 余情            | 余情       | 余情       |
| #    | Назва             | Автор слів | Автор музики    | Виконавець | Тривалість |
| ---- | ----------------- | ---------- | --------------- | ---------- | ---------- |
| 1.   | «余情»            | EDIQ       | Фуджівара Ікуро | Чжоу Шень  | 05:13      |
| 2.   | «余情 (Inst.)»    | EDIQ       | Фуджівара Ікуро | Чжоу Шень  | 05:13      |
| 3.   | «余情 (和声伴奏)» | EDIQ       | Фуджівара Ікуро | Чжоу Шень  | 05:13      |

| 想和你 | 想和你           | 想和你               | 想和你                       | 想和你               | 想和你     |
| #      | Назва            | Автор слів           | Автор музики                 | Виконавець           | Тривалість |
| ------ | ---------------- | -------------------- | ---------------------------- | -------------------- | ---------- |
| 1.     | «想和你»         | Цзян Нань, Чень Тянь | Цзян Нань, Чень Тянь, Хуан Ї | Юй Шусінь, Ділан Ван | 03:20      |
| 2.     | «想和你 (Inst.)» | Цзян Нань, Чень Тянь | Цзян Нань, Чень Тянь, Хуан Ї | Юй Шусінь, Ділан Ван | 03:20      |

## Побічна історія
Внаслідок успішності серіалу серед глядачів було офіційно вирішено випусти додаткові дві серії, які мали вийти 12 та 16 вересня.

## Виноски
1. ↑  На офіційному сайті iQIYI та Viki її ім'ям зазначено у вигляді латинізації, а саме як «Сяо Ланьхуа», проте в офіційних англійських субтитрах на Netflix викиростовується перекладене ім'я як «Орхідея».
2. ↑  Використано порядок пісень із сайту QQ音乐, у той час на Spotify порядок інший (там пісня йде разом з інструментальною версією, а не всі іструментальні версії в кінці після пісень).
3. 1 2 3  Друга і третя композиція наяні на сайті QQ音乐, на Youtube Music вони відсутні.